# الغزو الروسي لبروسيا الشرقية (1914)
الغزو الروسي لبروسيا الشرقية (بالإنجليزية: Russian invasion of East Prussia)‏ حدث خلال الحرب العالمية الأولى، وهذا المسار السياسي لغزو روسيا جعلها تعلن الحرب على الإمبراطورية الألمانية. إن هذا الغزو هو محاولة القوات الألمانية في السيطرة على الجبهة الشرقية.

## معرض صور

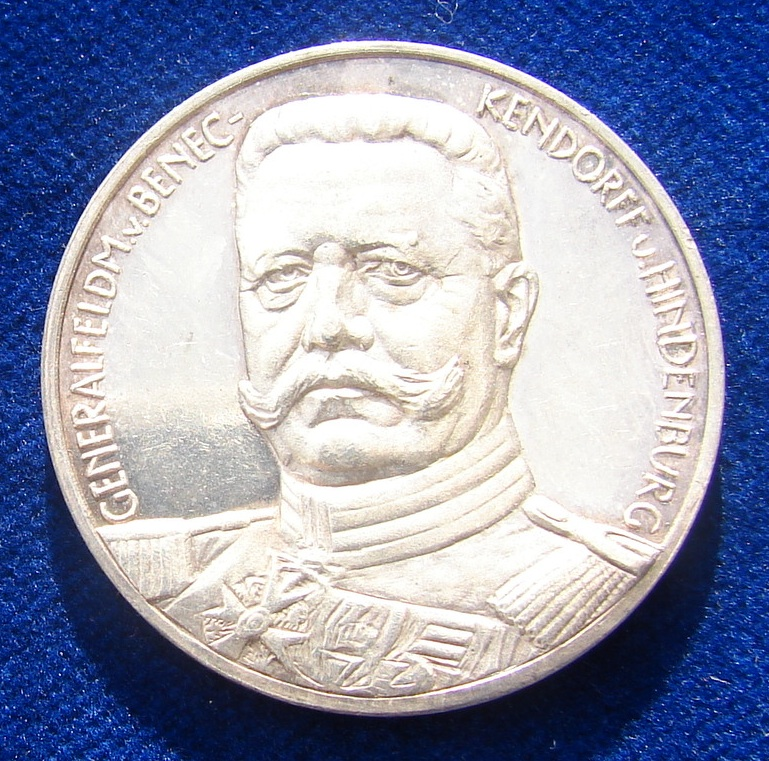
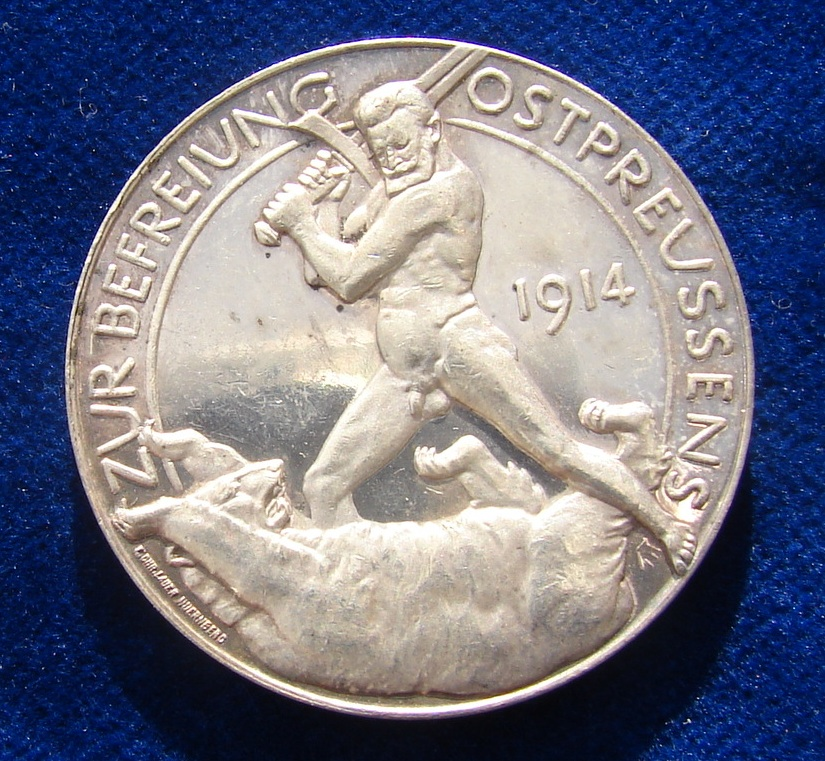
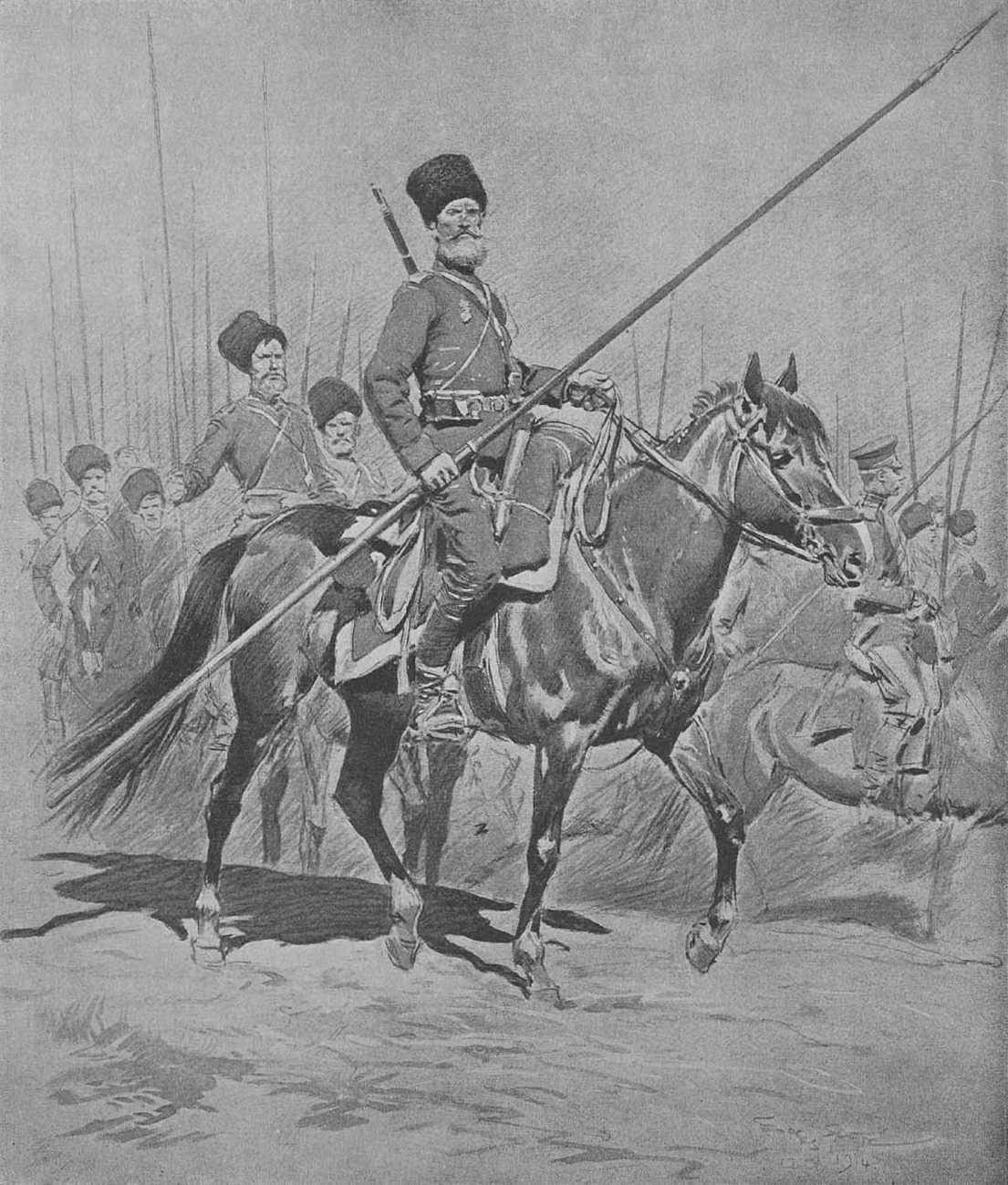
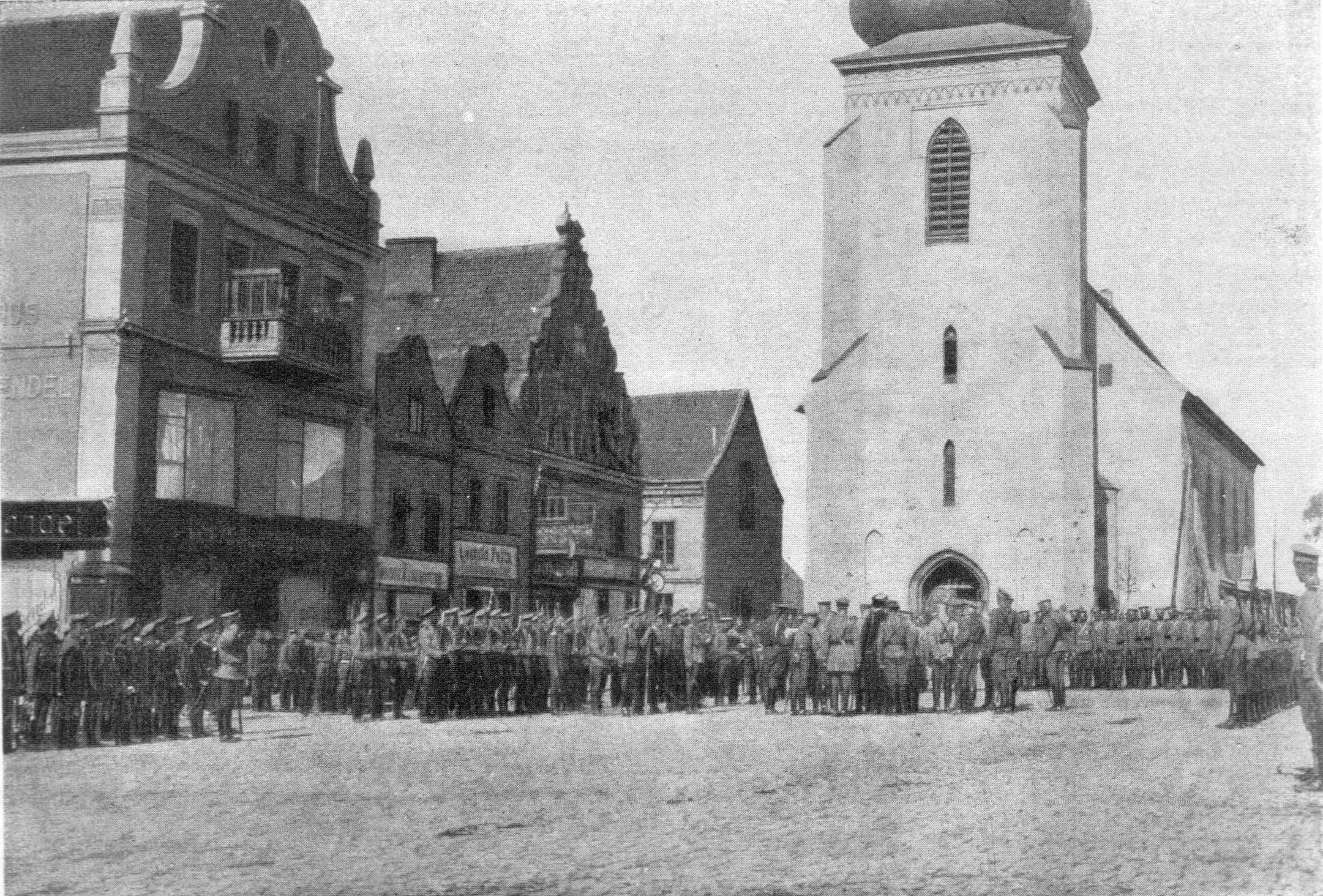